# National Rugby League 1937
La New South Wales Rugby Football League de 1937 fue la 30.ª edición del torneo de rugby league más importante de Australia.

## Formato
Los clubes se enfrentaron en una fase regular de todos contra todos, el equipo que al finalizar la temporada se ubicó en el primer lugar se coronó campeón.
Se otorgaron 2 puntos por el triunfo, 1 por el empate y ninguno por la derrota.

## Desarrollo

### Tabla de posiciones
| Pos. | Equipo                        | Encuentros | Encuentros | Encuentros | Encuentros | Tantos | Tantos | Tantos | Puntos |
| Pos. | Equipo                        | PJ         | PG         | PE         | PP         | F      | C      | Dif    | Puntos |
| ---- | ----------------------------- | ---------- | ---------- | ---------- | ---------- | ------ | ------ | ------ | ------ |
| 1    | Eastern Suburbs               | 8          | 6          | 2          | 0          | 187    | 56     | +131   | 16     |
| 2    | South Sydney Rabbitohs        | 8          | 5          | 1          | 2          | 264    | 58     | +106   | 13     |
| 3    | St. George Dragons            | 8          | 5          | 1          | 2          | 151    | 92     | +59    | 13     |
| 4    | Newtown Jets                  | 8          | 4          | 0          | 4          | 144    | 126    | +18    | 10     |
| 5    | Canterbury-Bankstown Bulldogs | 8          | 4          | 0          | 4          | 98     | 91     | +7     | 10     |
| 6    | Balmain Tigers                | 8          | 4          | 0          | 4          | 115    | 136    | -21    | 10     |
| 7    | North Sydney Bears            | 8          | 3          | 0          | 5          | 84     | 94     | -10    | 8      |
| 8    | Western Suburbs Magpies       | 8          | 3          | 0          | 5          | 104    | 126    | -22    | 8      |
| 9    | Sydney University             | 8          | 0          | 0          | 8          | 44     | 309    | -265   | 2      |

|  | Campeón. |

| Bandera de Australia    |
| Campeón Eastern Suburbs |
| Séptimo título          |